# Saghamosjön
Saghamosjön (georgiska: საღამოს ტბა, Saghamos tba) är en sjö i Georgien. Den ligger i den södra delen av landet, i regionen Samtsche-Dzjavachetien. Saghamosjön ligger 1 997 meter över havet. Arean är 4,3 kvadratkilometer.